# Fort Qu’Appelle
Fort Qu’Appelle – miasto w Kanadzie, w prowincji Saskatchewan. Leży w dolinie rzeki Qu’Appelle, od której wzięło również swoją nazwę. Historia miasta zaczęła się w 1852 roku, kiedy Kompania Zatoki Hudsona założyła tu faktorię handlową.
Liczba mieszkańców Fort Qu’Appelle wynosi 1 919. Język angielski jest językiem ojczystym dla 84,1%, francuski dla 1,9% mieszkańców (2006).